# Стара Бистшиця
Стара Бистшиця (пол. Stara Bystrzyca, нім. Altweistritz) — село в Польщі, у гміні Бистшиця-Клодзька Клодзького повіту Нижньосілезького воєводства.
Населення — 531 особа (2011).
У 1975-1998 роках село належало до Валбжиського воєводства.

## Демографія
Демографічна структура станом на 31 березня 2011 року:
|          | Загалом | Допрацездатний вік | Працездатний вік | Постпрацездатний вік |
| -------- | ------- | ------------------ | ---------------- | -------------------- |
| Чоловіки | 263     | 47                 | 190              | 26                   |
| Жінки    | 268     | 44                 | 158              | 66                   |
| Разом    | 531     | 91                 | 348              | 92                   |